# Fabryczna Zona

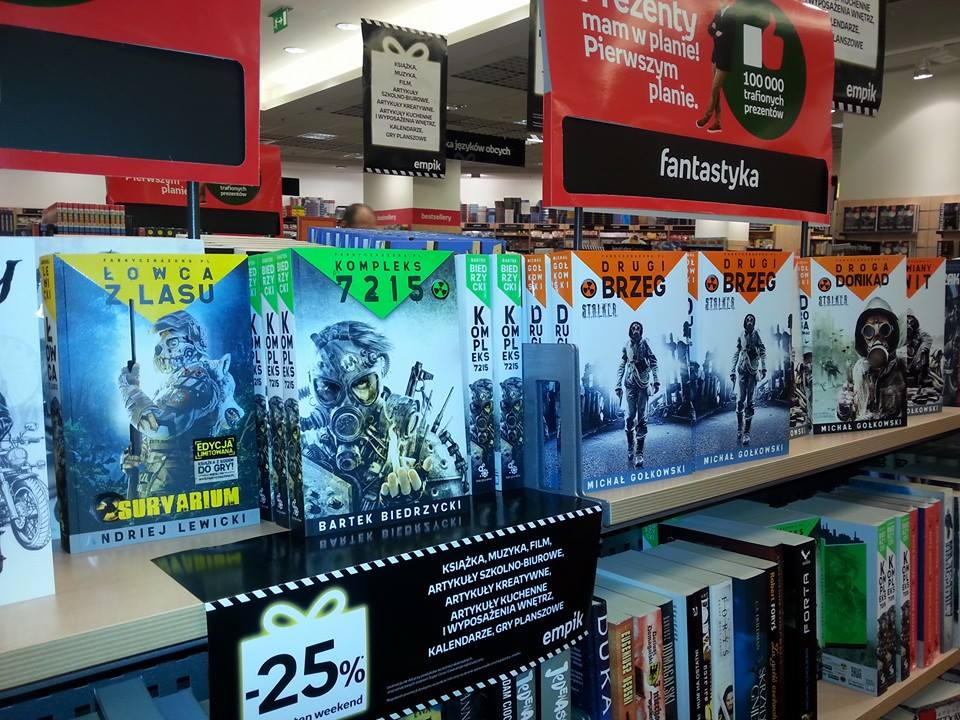
Okładki książek z serii Fabryczna zona na półce w Empiku

Fabryczna Zona – seria książek wydawana przez Fabrykę Słów. Obejmuje kilka niepowiązanych ze sobą cykli utrzymanych w klimatach survival horror i postapokaliptycznych.

## Cykle w ramach serii

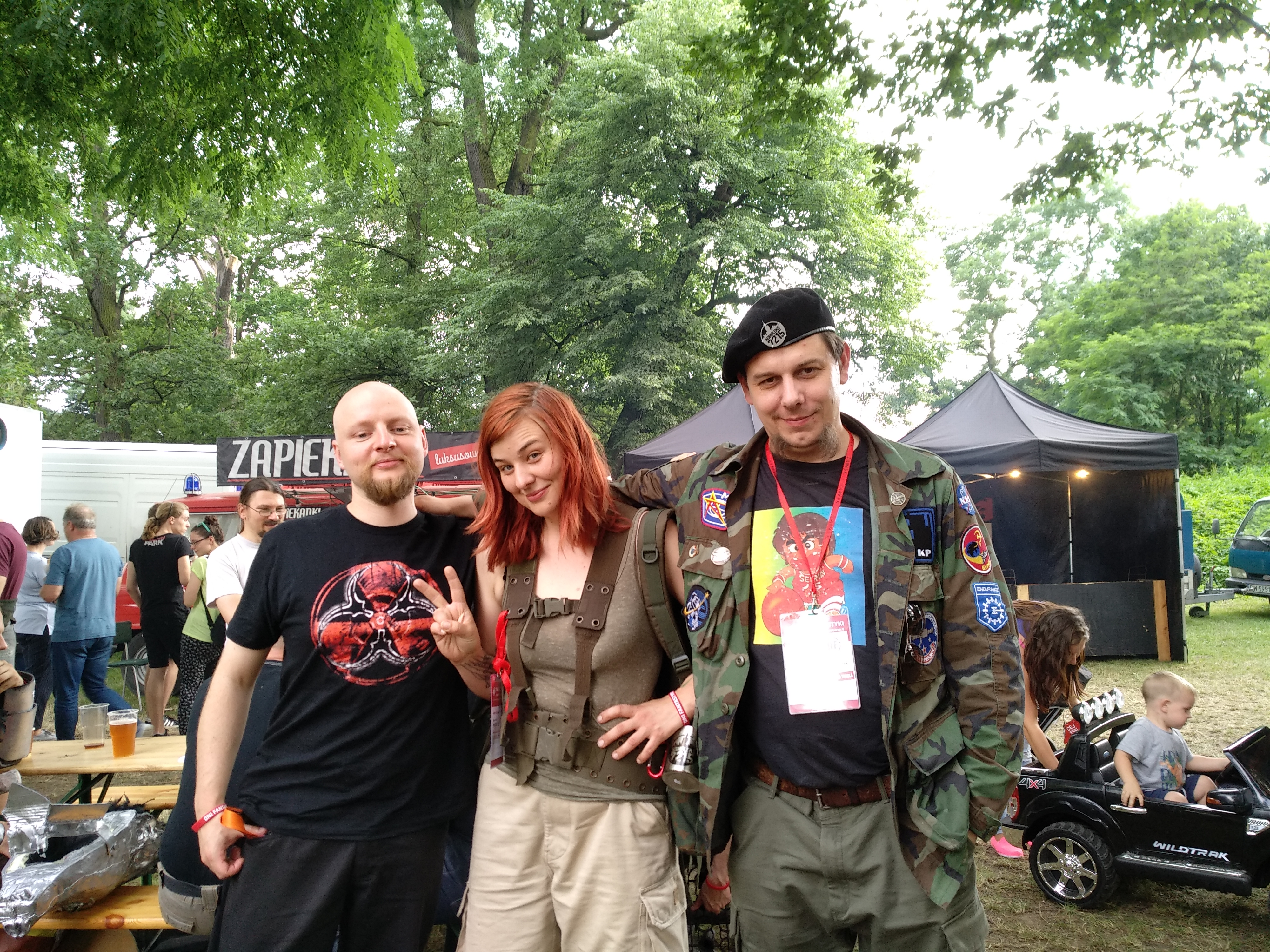
Autorzy książek fantastycznych z serii Fabryczna Zona (od lewej Krzysztof Haladyn, Dominika Węcławek, Bartek Biedrzycki) na wrocławskich Dniach Fantastyki 2017

### Uniwersum S.T.A.L.K.E.R.
Książki na podstawie serii gier komputerowych S.T.A.L.K.E.R. zainspirowanych książką Piknik na skraju drogi Arkadija i Borisa Strugackich. Charakteryzują się pomarańczowym trójkątem na okładkach.
- Ołowiany świt (cykl Stalker, t. 1)[1] – Michał Gołkowski, 2013[3]
- Drugi brzeg (cykl Stalker, t. 2)[1] – Michał Gołkowski, 2014[3]
- Droga donikąd (cykl Stalker, t. 3)[1] – Michał Gołkowski, 2014[3]
- Sztywny (cykl Stalker, t. 4)[1] – Michał Gołkowski, 2015[3]
- Powrót (cykl Stalker, t. 5) – Michał Gołkowski, 2018[4]
- Ślepa plama (cykl Ślepa plama, t. 1)[1] – Wiktor Noczkin, 2013[3]
- Czerep mutanta (cykl Ślepa plama, t. 2)[1] – Wiktor Noczkin, 2014[3]
- Łańcuch pokarmowy (cykl Ślepa plama, t. 3)[1] – Wiktor Noczkin, 2016[5]
- Oczy diabła (cykl Ślepa plama, t. 4)[1] – Wiktor Noczkin, 2019[6]
- Na skraju strefy t. 1 (cykl Na skraju strefy) – Krzysztof Haladyn, 2016[1]
- Na skraju strefy t. 2 (cykl Na skraju strefy) – Krzysztof Haladyn, 2017[1]
- Wedle zasług – Sławomir Nieściur, 2016[1]
- Ostatniego zeżrą psy – Sławomir Nieściur, 2017[7]
- Do zobaczenia w piekle – Sławomir Nieściur, 2018[8]
- Bagno szaleńców – Joanna Kanicka, 2018[9]
- Ziemia złych uroków (cykl Ziemia złych uroków, t.1[a])  - Jacek Kloss 2018[10]
- Więzy Zony – (cykl Więzy Zony, t. 1) – Roman Kulikow, 2020
- Sztych – (cykl Więzy Zony, t. 2) – Roman Kulikow, 2021
- Dwa mutanty – (cykl Więzy Zony, t. 3) – Roman Kulikow, 2021

### Uniwersum Survarium
Książki na podstawie gry komputerowej Survarium. Charakteryzują się żółtym trójkątem na okładkach.
- Łowca z lasu – Andriej Lewicki, 2014[11]
- Wektor zagrożenia – Wiktor Noczkin, 2015[11]
- Broń lasu (tłumaczenie) – Wiktor Noczkin, zapowiedź z 2019[11][b]

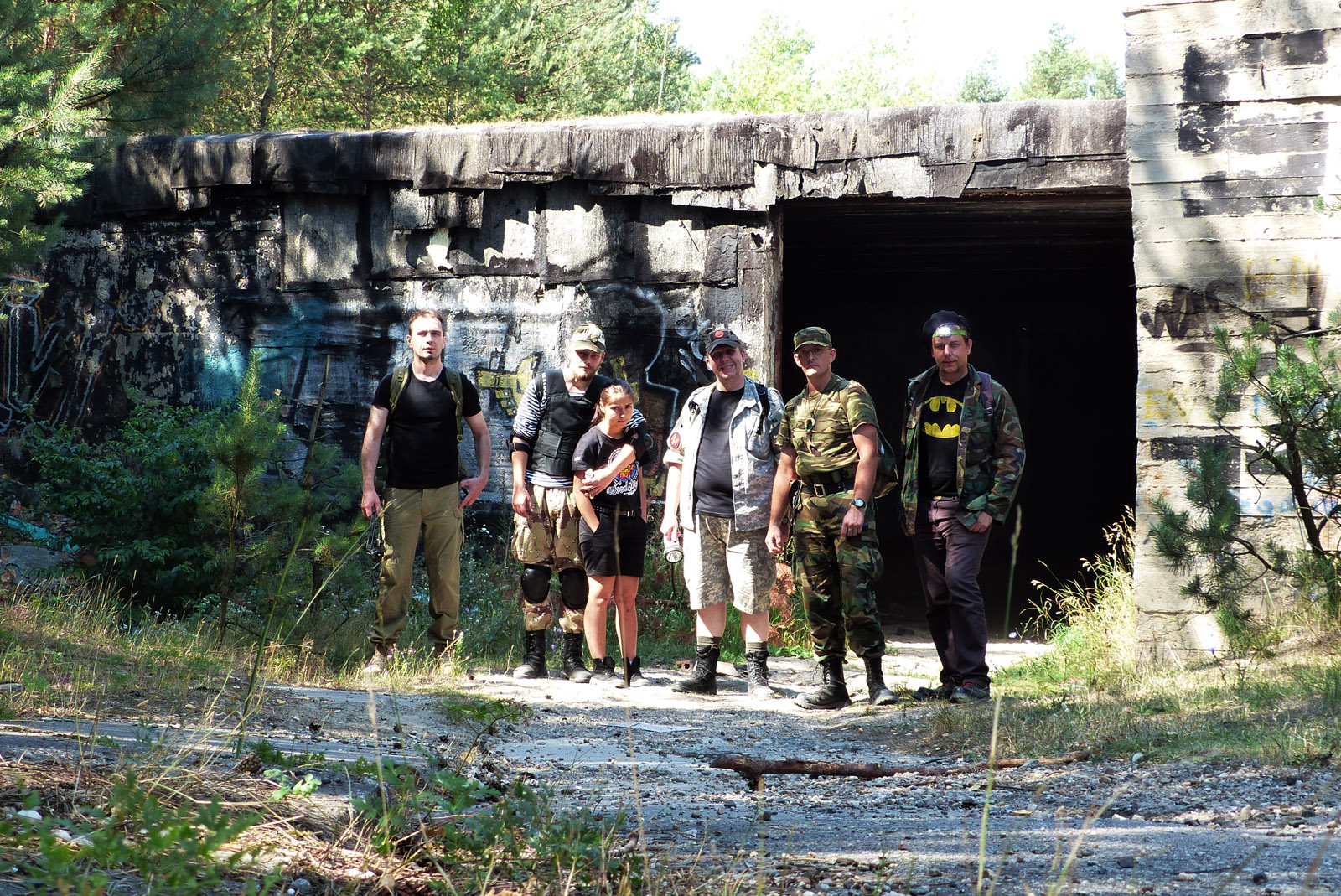
Fani książek z serii Fabryczna Zona z wizytą w tytułowym Kompleksie 7215

### Uniwersum Kompleks 7215
Postapokalipsa osadzona w Polsce. Charakteryzują się zielonym trójkątem na okładkach.
- Kompleks 7215 (cykl Opowieści z postapokaliptycznej aglomeracji, t. 1)[1] – Bartek Biedrzycki, 2014[12]
- Stacja: Nowy Świat (cykl Opowieści z postapokaliptycznej aglomeracji, t. 2)[1] – Bartek Biedrzycki, 2015[12]
- Dworzec Śródmieście (cykl Opowieści z postapokaliptycznej aglomeracji, t. 3) – Bartek Biedrzycki, 2017[13]
- Upadła świątynia (cykl Legendy zrujnowanego miasta, t. 1[a]) – Dominika Węcławek, 2016[1]

### Rosyjskojęzyczne Postapo
Seria skupiająca powieści w klimacie postapokaliptycznym, stworzone przez rosyjskich autorów. Charakteryzują się niebieskim trójkątem na okładkach.
- Sopel (cykl Przygranicze, t. 1) – Pawieł Korniew, 2017[14]
- Śliski (cykl Przygranicze, t. 2) – Pawieł Korniew, 2017[15]
- Czarne Sny (cykl Przygranicze, t. 3) – Pawieł Korniew, 2018[16]
- Czarne Południe (cykl Przygranicze, t. 4) – Pawieł Korniew, 2018[17]
- Lodowa cytadela (cykl Przygranicze, t. 5) – Pawieł Korniew, 2015[18]
- Tam gdzie ciepło (cykl Przygranicze, t. 6) – Pawieł Korniew, 2016[19]
- Lód Czyściciel (cykl Przygranicze, t. 7) – Pawieł Korniew,  2018[20]
- Ziemia niczyja – Jan Waletow, marzec 2016[21]
- Dzieci martwej ziemi – Jan Waletow,  2017[1]

### Antymir
Nowa odsłona postaci i świata z serii S.T.A.L.K.E.R. Charakteryzują się czerwonym trójkątem na okładkach.
- Wstęga – Andriej Lewicki, listopad 2016[1]
- Wojna – Andriej Lewicki, czerwiec 2017[23]

## Odbiór
Mirosław Gołuński określił w 2019 serię jako międzynarodowe, choć przede wszystkim polsko-rosyjskie, fantastyczne uniwersum, oparte na grze S.T.A.L.K.E.R. i wycelowane w demografię czytelniczą reprezentowaną przez młodych mężczyzn. Analizując pojęcie męskości w serii stwierdził, że "sama liczba opublikowanych w serii Fabryczna Zona tomów... [33 tomy w tym momencie]  wskazuje na istotny jej wpływ w obrębie pola literatury fantastycznej, w jego rozumieniu przez Bourdieu".